# Луговой муравей
Луговой муравей (лат. Formica pratensis) — вид средних по размеру муравьёв рода Formica из подсемейства Формицины (Formicinae). Обитатель опушек, лугов и просек лесной зоны Евразии, в отдельных частях ареала проникает в предгорья и степи. При разведении тлей рабочие муравьи образуют функциональные группы «пастухов» и «сторожей». Может распространять дикроцелиоз, так как является промежуточными хозяином ланцетовидной двуустки Dicrocoelium lanceatum.
Вид стал редким, в связи с чем включён в «Красный список угрожаемых видов» международной Красной книги Международного союза охраны природы (IUCN) в статусе «Таксоны, близкие к переходу в группу угрожаемых».

## Распространение и местообитания
Населяет леса умеренного пояса северной Евразии, где также встречается в лесостепной и степной зонах, по лесным опушкам, полянам и лугам. Предпочитает осветлённые леса с песчаными и супесчаными почвами. В горах и предгорьях Кавказа, Крыма и Средней Азии встречается до высоты 2500 м.
В Европе встречается в большинстве стран (кроме Исландии и Ирландии), в том числе в таких государствах, как Австрия, Беларусь, Бельгия, Болгария, Венгрия, Германия, Грузия,Испания, Италия, Латвия, Литва, Люксембург, Молдова, Нидерланды, Норвегия, Польша, Россия, Румыния, Сербия и Черногория, Словакия, Турция, Украина, Финляндия, Франция, Чехия, Швейцария, Швеция, Эстония. В Великобритании признан исчезнувшим.

## Описание
Рыжевато-чёрные муравьи. У самок и рабочих грудь и голова частично рыжевато-красные; пятно на верхней части груди, затылок, лоб и брюшко чёрные, матовые. Самцы чёрные. Длина тела около 1 см: рабочие от 4,5 до 9,5 мм; самки — от 9,5 до 11,3 мм; самцы — от 9,5 до 11,5 мм. Усики самок и рабочих 12-члениковые (у самцов 13-члениковые). Нижнечелюстные щупики 6-члениковые, нижнегубные щупики состоят из 4 сегментов. Стебелёк между грудью и брюшком у всех каст состоит из одного членика петиолюса с вертикальной чешуйкой. Отстоящие волоски есть по всему телу, включая грудь и затылочную часть головы. Жало отсутствует. Личинки окуливаются в коконе.

## Биология

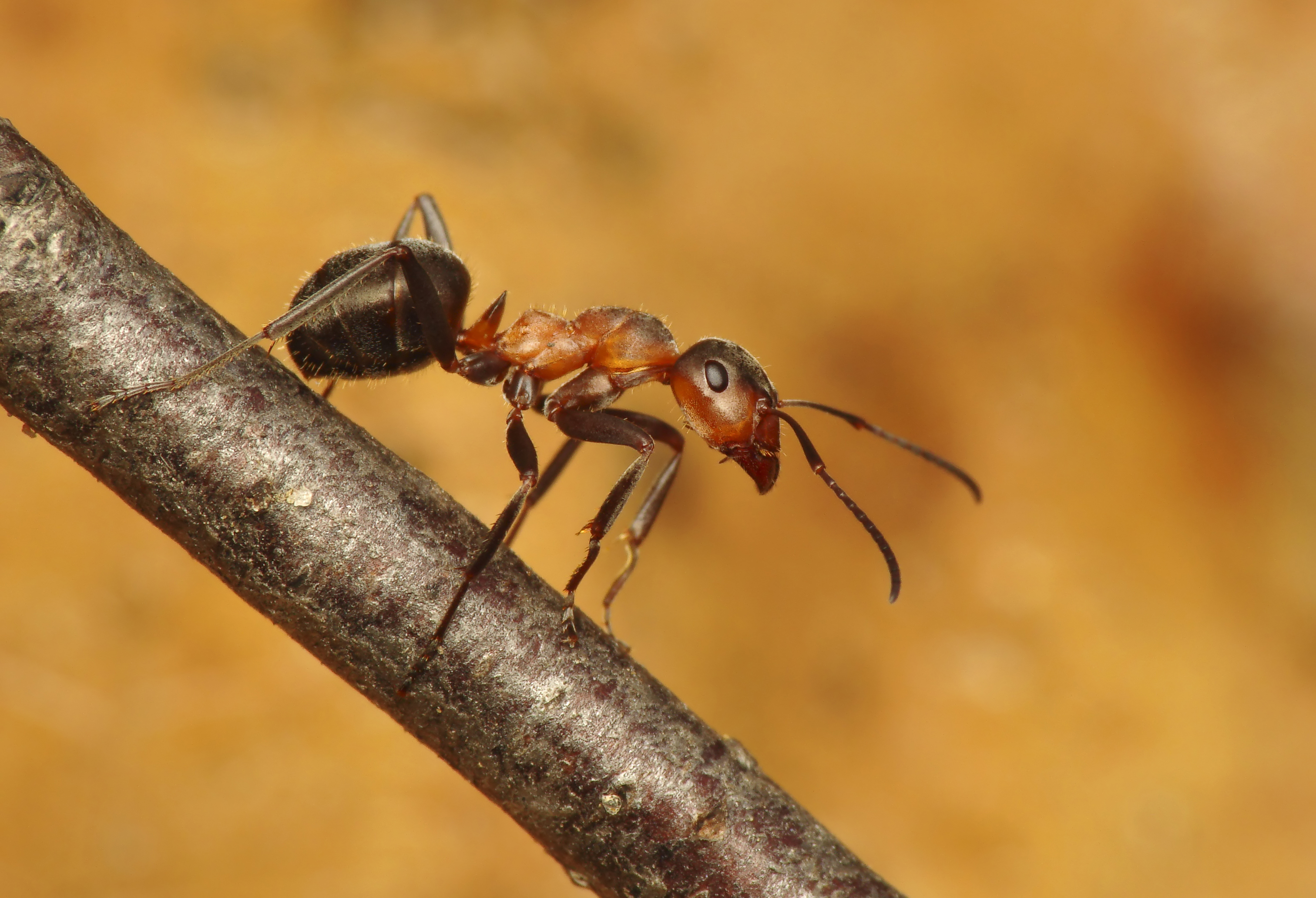
Formica pratensis

Луговые муравьи проводят фуражировку по открытым лесным участкам, просекам, лесным опушкам, лугам, остепнённым участкам. Фуражировочные дороги заглублены в почву. В питании преобладает сбор мёртвых насекомых и падь тлей. Также охотятся на различных насекомых, в том числе ложногусениц пилильщиков, гусениц бабочек, снижают численность таких вредителей как лиственничная минирующая моль (Coleophora laricella). На тех деревьях, которые луговые муравьи посещают из-за тлей, численность гусениц этой моли снижается на 38 %. На расстоянии 5—7 м от гнезда луговые муравьи до 90 % снижают численность куколок сосновой пяденицы (Bupalus piniaria), а на расстоянии 20 м — до 60 %.
Семьи включают десятки тысяч муравьёв (как правило не более 100 000 особей). Как и рыжие лесные муравьи имеют охраняемые территории. Брачный лёт половых крылатых особей происходит дважды в год: в мае — июне и в августе — сентябре. Новые семьи молодые матки основывают социально-паразитическим путём в гнёздах представителей подрода Serviformica (F. cunicularia и F. fusca).
Муравейники лугового муравья имеют плоский купол (высотой около 20 см) из растительных остатков и частичек почвы. Их гнёзда отличаются от гнёзд близких им рыжих лесных муравьёв, у которые они складываются, в основном, из хвоинок. Общий диаметр широкого земляного вала гнезда Formica pratensis достигает 3 м. Луговой муравей строит свои гнёзда из веточек и прочих крупных растительных остатков вперемешку с песком (иногда песок в них преобладает, но внутри гнездового конуса всегда находятся ветки). От таких гнёзд идут дорожки к деревьям с тлями.
Семьи, как правило, обитают в одном гнезде (монодомные) и содержат одну матку (моногинные). Но на некоторых частях своего ареала образует не только монодомные (моногинные), но также и поликалические (полигинные) колонии или суперколонии, состоящие из нескольких муравейников и множества маток в них. С помощью анализа микросателлитного ДНК-полиморфизма показано, что соседние гнёзда более тесно связаны, чем отдалённые, что может отражать почкование семей как возможный механизм распространения. Данные по генетической дистанции показывают, что на распознавание соплеменников у F. pratensis сильно влияют генетические факторы.
В гнёздах лугового муравья обитают нахлебники мелкого размера муравьи Formicoxenus nitidulus.
Муравьи находятся в трофобиотических отношениях с тлями и другим насекомыми, сосущими соки растений. В обмен на защиту, муравьи получают от тлей сладкие выделения. В группах рабочих муравьёв, ухаживающих за тлями Symydobius oblongus (на берёзе) и Chaitophorus populeti (на осине) выявлена «профессиональная» специализация с разделением функций охраны и сбора пади. Одна группа («пастухи») занимаются только сбором капель сладкой пади, а вторая группа (мультифункциональные «сторожа») организуют охрану тлей от их врагов. Транспортировкой пади в гнездо занимаются обе группы. Во время непогоды муравьи остаются на деревьях и даже прикрывают своими телами (образуют «защитную сеть») колонии тлей, не давая каплям дождя сбить тлю с растений.
В состав мирмекофильных комплексов тлей в лесных и степных местообитаниях Новосибирской области входят такие виды как Aphis craccivora, Aphis fabae, Aphis farinosa, Aphis plantaginis, Aphis urticata, Cinara boerneri, Cinara laricis, Cinara pinea, Cinara pini, Chaitophorus nassonovi, Chaitophorus populeti и другие.
Отмечены симбионтные трофобиотические взаимоотношения цикадки Balcanocerus balcanicus (Homoptera, Cicadellidae; Болгария, на боярышнике) с муравьями F. pratensis (среди прочих видов Lasius alienus, Lasius  fuliginosus, Lasius  niger, Crematogaster schmidti).
В муравейниках в Беларуси обнаружены мирмекофильные жуки Leptacinus formicetorum, Monotoma angusticollis, Myrmechixenus subterraneus (массовые), Scydmaenus hellwigii, Atheta talpa, Lyprocorrhe anceps, Monotoma conicicollis, Corticaria longicollis (многочисленные), Oxypoda formiceticola (малочисленные), Myrmetes paykulli (частые, но единичные), Dinarda pygmaea (обычный, среднечисленный), Euconnus сlaviger, Stenus aterrimus, Lomechusoides strumosus и Lomechusa pubicollis (редкие).

### Сравнение каст

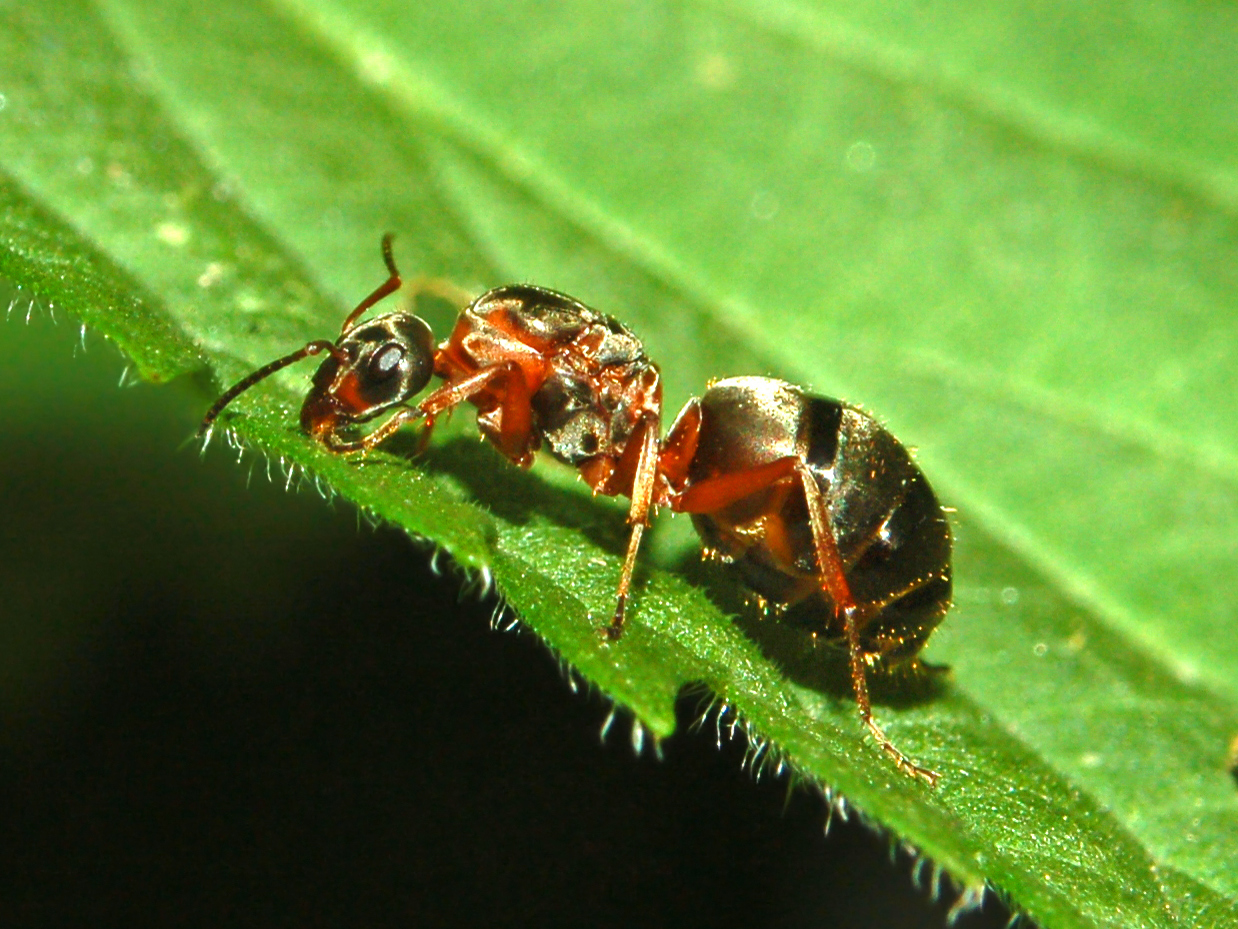
Самка сбоку
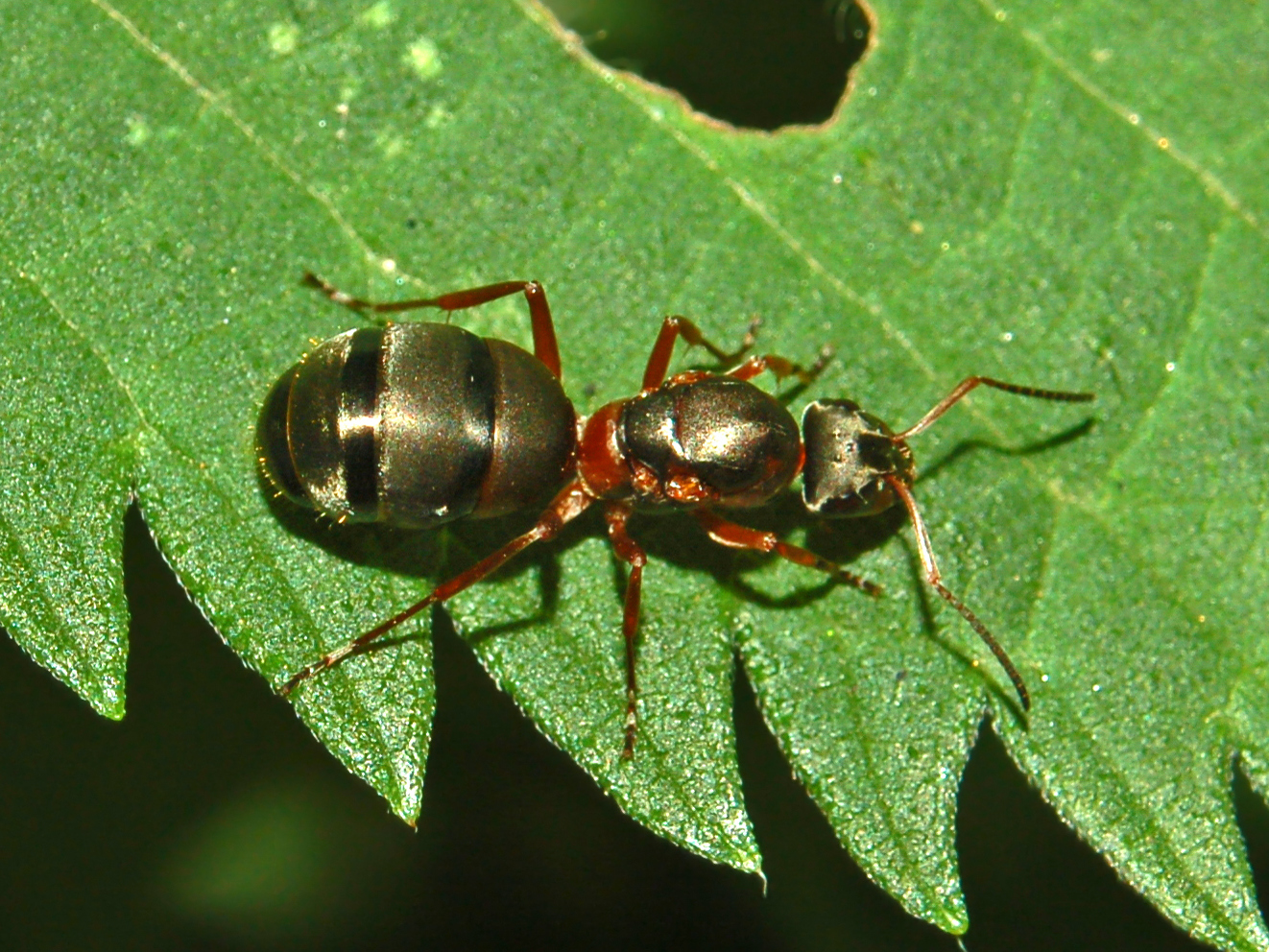
Самка сверху
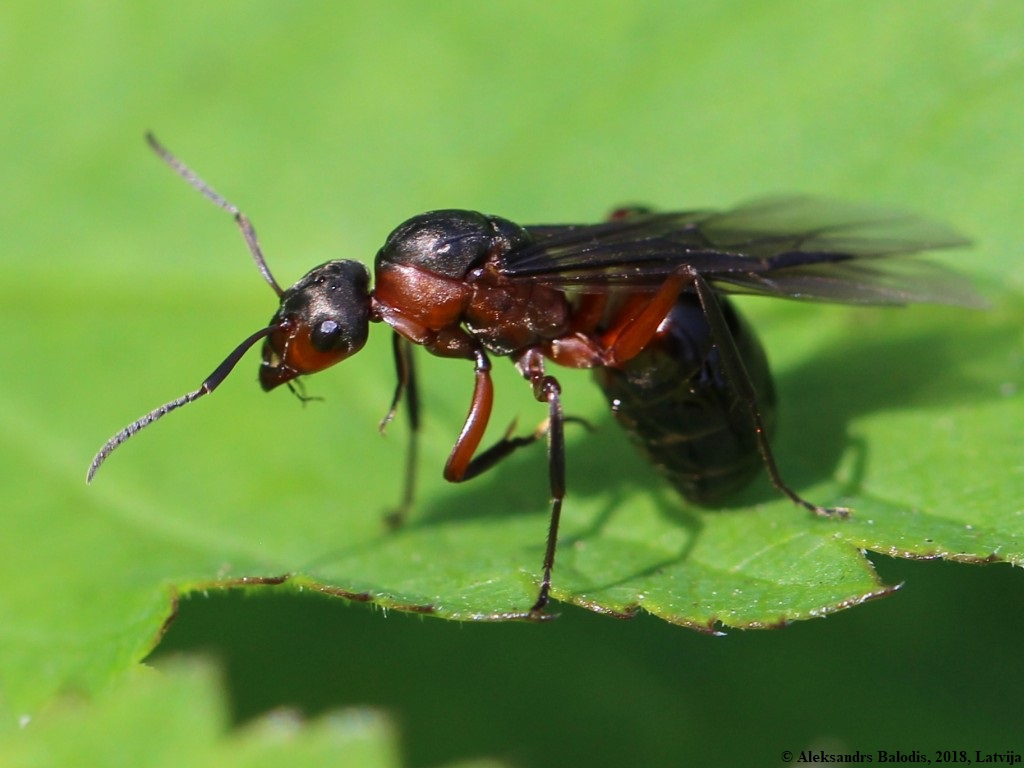
Крылатая самка
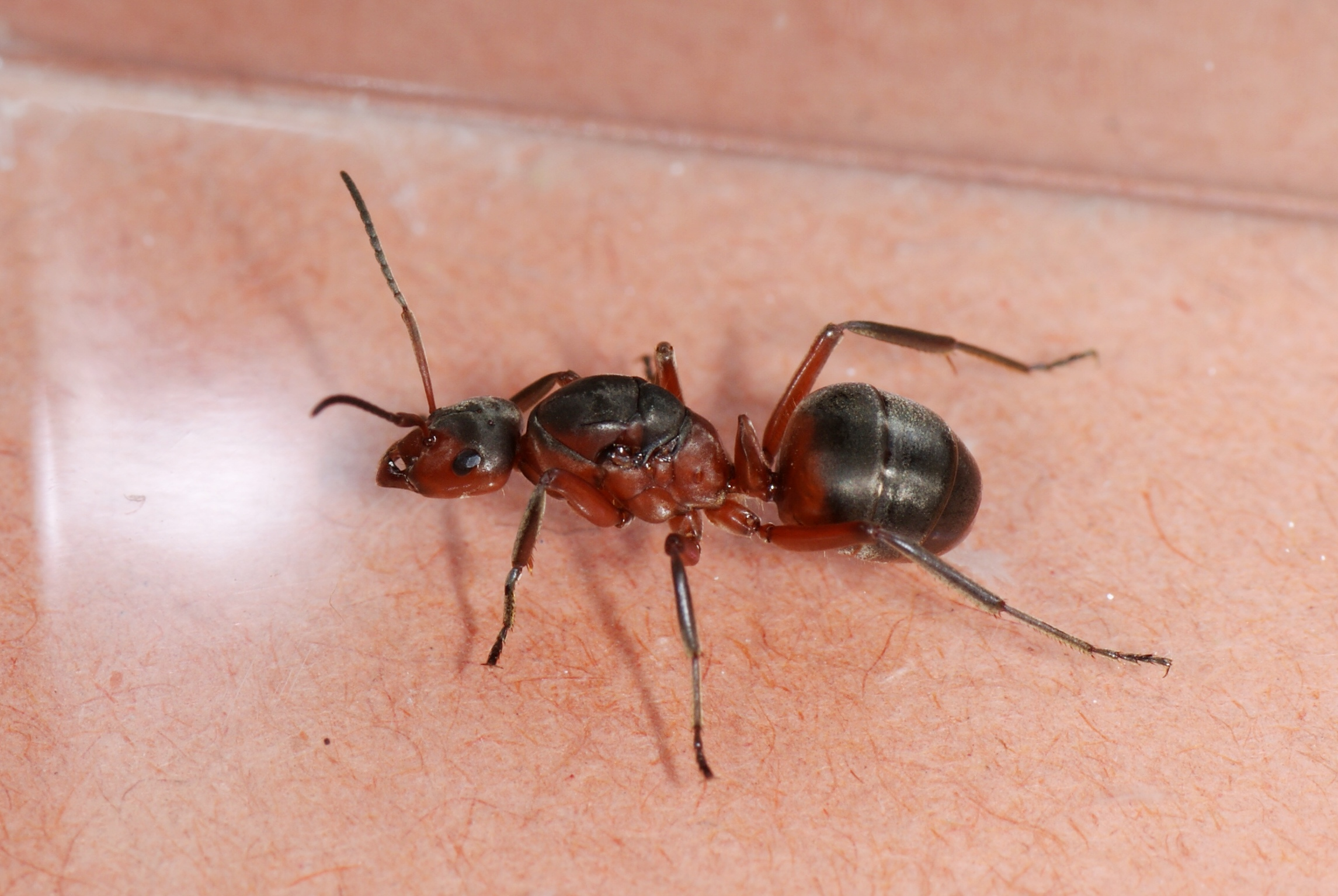
Самка
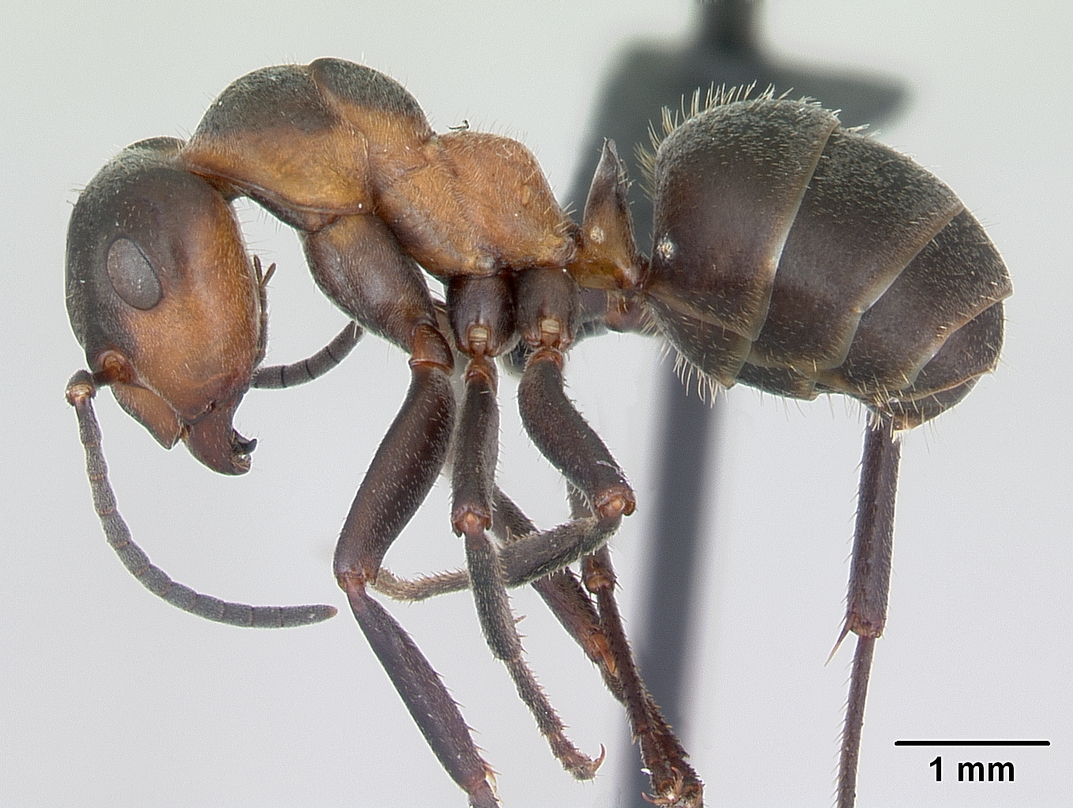
Рабочий сбоку
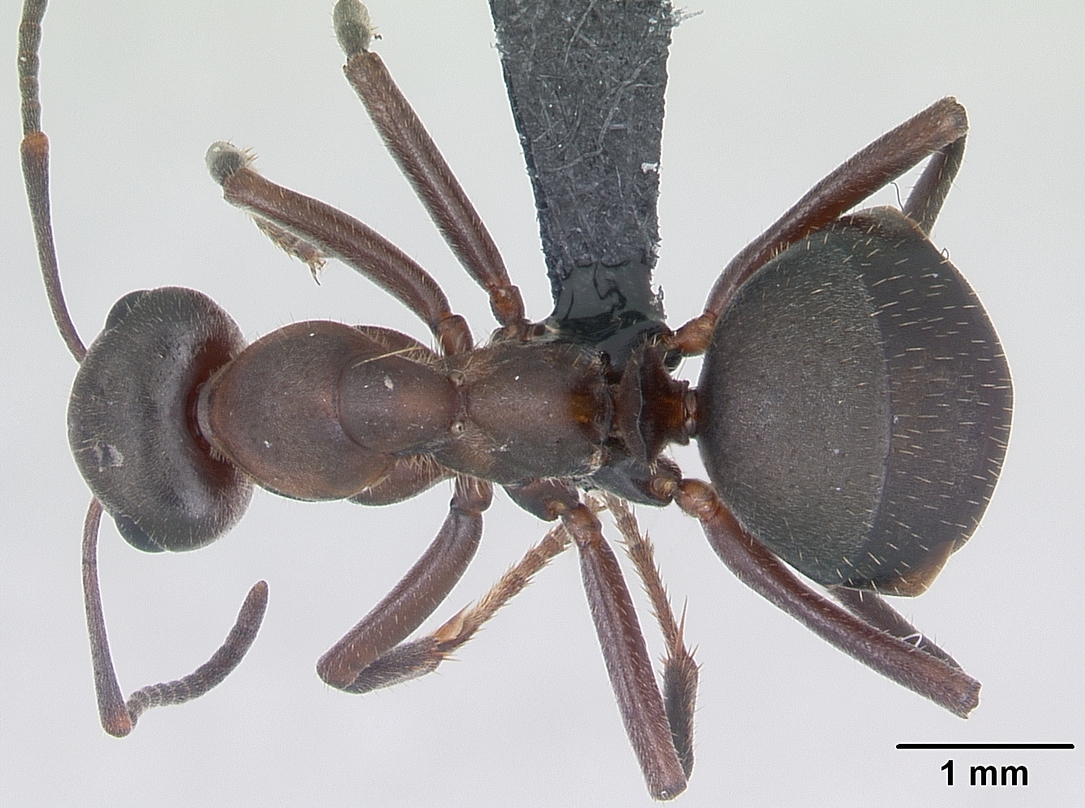
Рабочий сверху
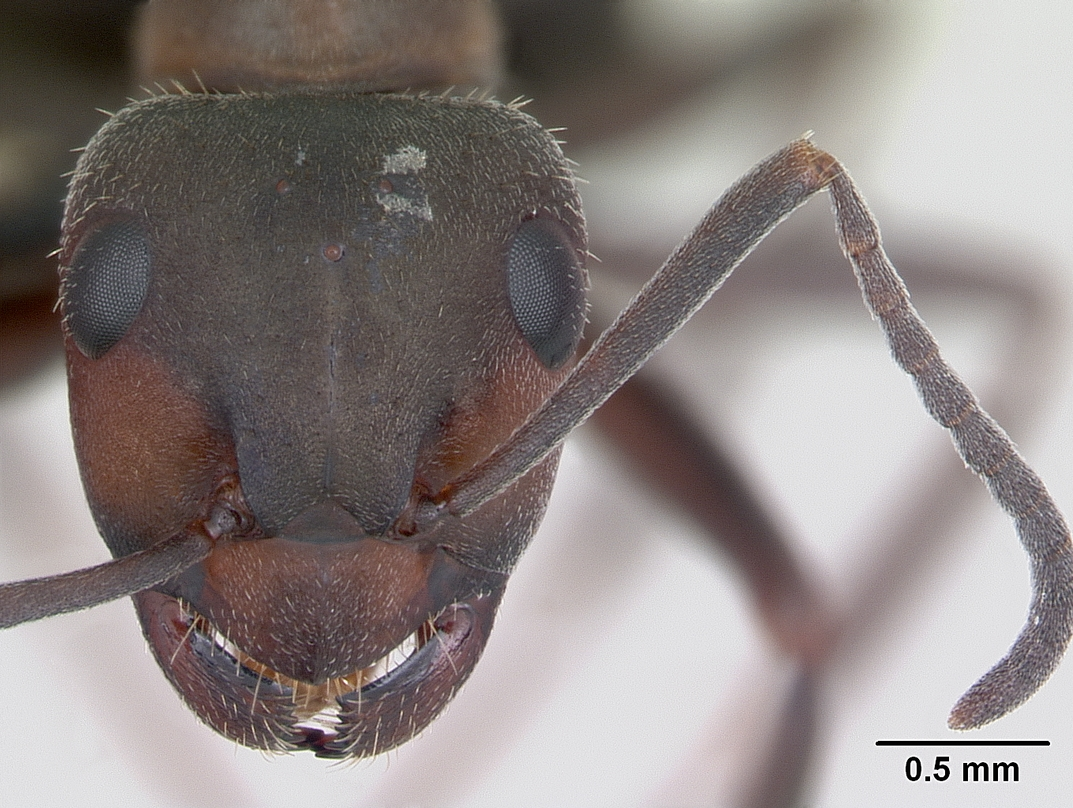
Голова рабочего
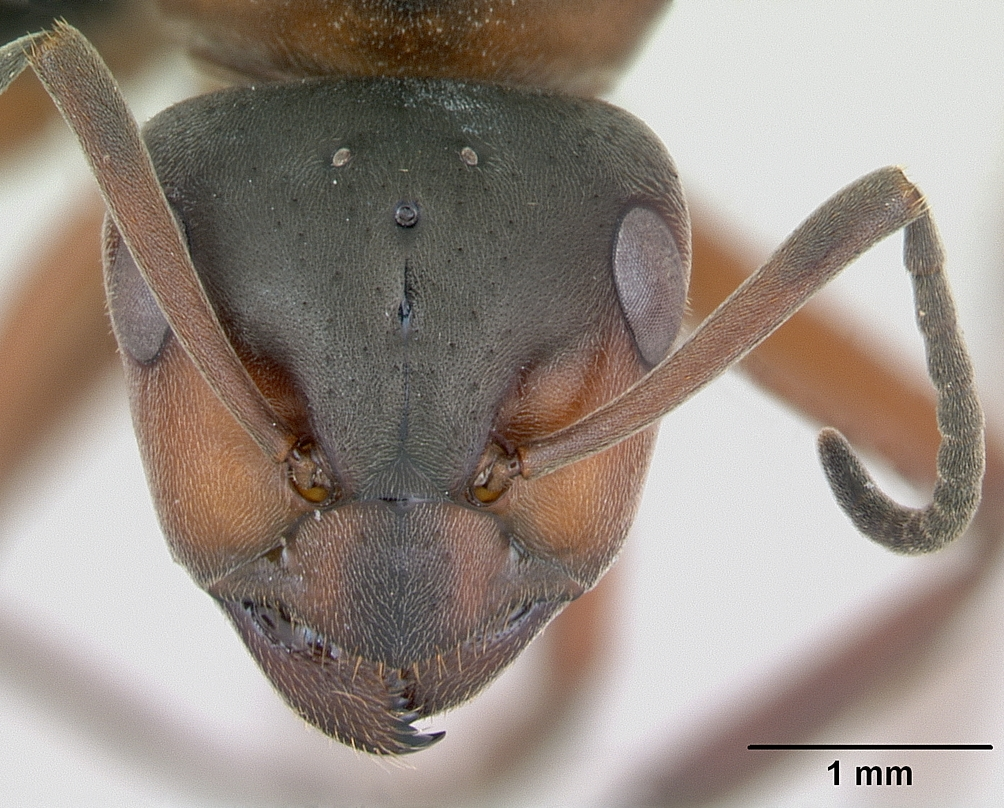
Голова самки
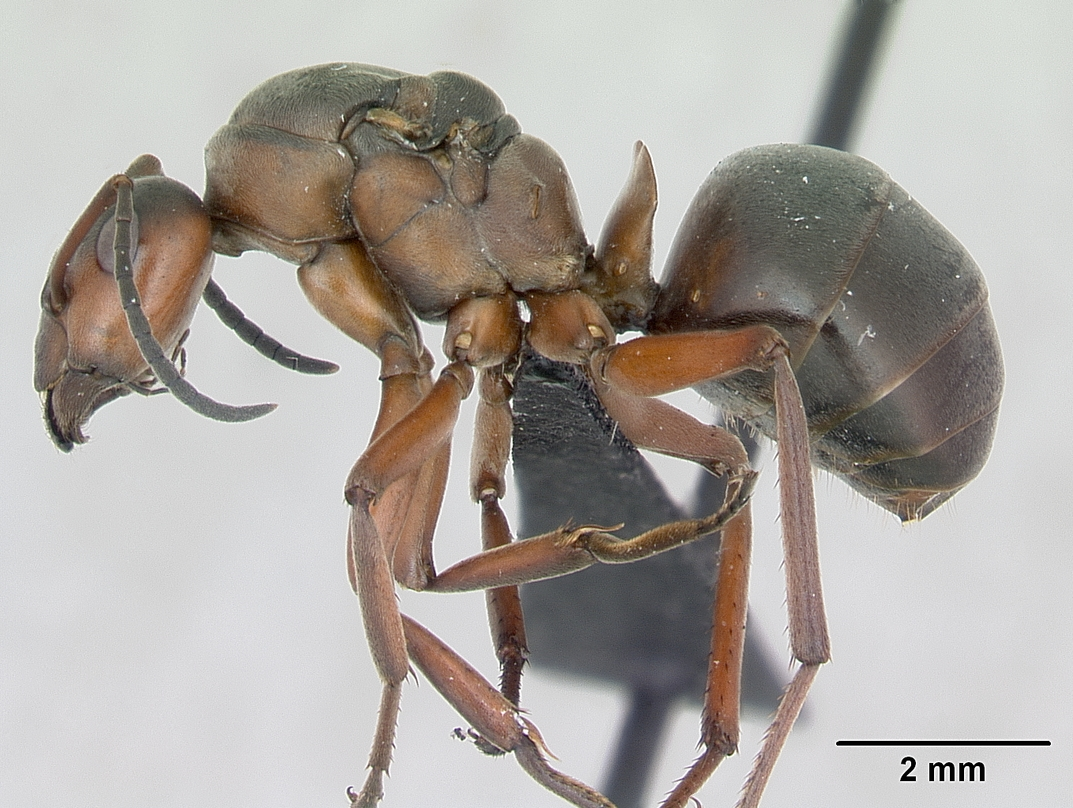
Самка сбоку
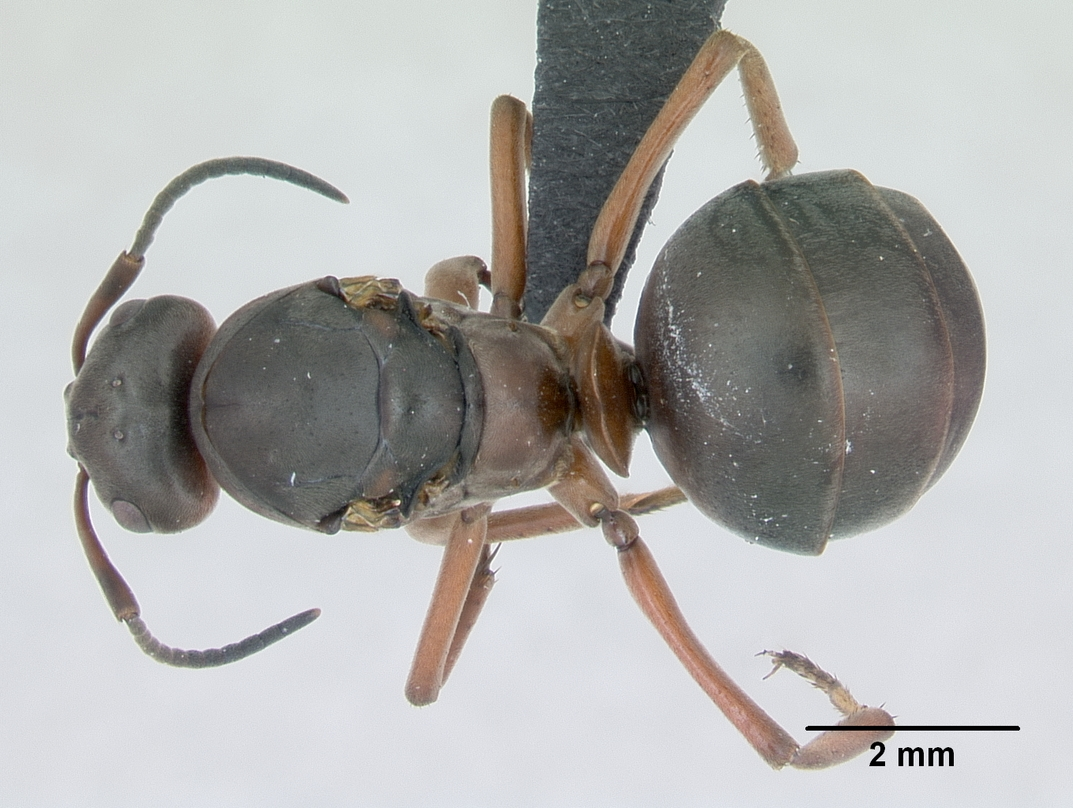
Самка сверху

## Болезни
Луговые муравьи заражаются плоскими червями при поедании фекалий или слизистых выделений брюхоногих моллюсков и становятся вторыми промежуточными (дополнительными) хозяевами в цепи дикроцелиоза. Зараженность муравьев F. pratensis метацеркариями ланцетовидной двуустки Dicrocoelium lanceatum достигает 4,6 % в Курской области, а в Дагестане осенью до 56,6 % и это максимальные показатели среди исследованных в этой республике нескольких видов других муравьёв.

## Биохимия
В составе брюшных желёз обнаружено несколько защитных веществ, включая:
- аммиак (H3N)
- муравьиная кислота (CH2O2)

## Генетика
Диплоидный набор хромосом 2n = 52. Между луговым муравьём и филогенетически близким Formica lugubris обнаружена межвидовая гибридизация.

## Охранный статус
Луговые лесные муравьи включены в «Красный список угрожаемых видов» (англ. IUCN Red List of Threatened Animals) международной Красной книги Всемирного союза охраны природы (The World Conservation Union, IUCN) в статусе Lower Risk/near threatened (таксоны, близкие к переходу в группу угрожаемых). Внесён в Приложение к Красной книге Москвы как вид, нуждающийся на территории столицы в постоянном контроле и наблюдении и в Красную книгу Челябинской области.

## Систематика
Данный вид включён в состав номинантивного подрода Formica s.str. и близок к группе рыжих лесных муравьёв Formica rufa, к которой также относят малого лесного муравья (Formica polyctena) и другие сходные виды. Рабочие лугового муравья отличаются от них чёткими границами чёрного пятна на верхней части груди, чёрными лбом и затылком (они буроватые у F. rufa), а матки — матовым брюшком (у маток рыжих лесных муравьёв брюшко блестящее).
Ранее рассматриваемый в качестве отдельного вида или подвида таксон Formica nigricans теперь считается синонимом или экоморфой.
- Подвиды F. pratensis[1]:
  - F. p. nuda Ruzsky, 1926
  - F. p. rufoides Stärcke, 1926
  - F. p. staerckei Betrem, 1960